# La Petite-Pierre
La Petite-Pierre là một xã thuộc tỉnh Bas-Rhin trong vùng Grand Est đông bắc Pháp.